# Stovall, North Carolina
Stovall, North Carolina (енгл. Stovall) град је у америчкој савезној држави Северна Каролина.

## Демографија
По попису из 2010. године број становника је 418, што је 42 (11,2%) становника више него 2000. године.
| Група             | 2000.       | 2010.       |
| Белци             | 263 (69,9%) | 224 (53,6%) |
| Афроамериканци    | 109 (29,0%) | 173 (41,4%) |
| Азијати           | 0 (0,0%)    | 1 (0,2%)    |
| Хиспаноамериканци | 4 (1,1%)    | 16 (3,8%)   |
| Укупно            | 376         | 418         |